# فيليتي تيو
فيليتي بينيتالا تيو (بالإنجليزية: Feleti Penitala Teo؛ مواليد 9 أكتوبر 1962) هو سياسي ومحامٍ توفالوي يشغل منصب رئيس الوزراء الرابع عشر لتوفالو منذ عام 2024. تم انتخابه لعضوية برلمان توفالو في الانتخابات العامة التوفالية لعام 2024، وكان دوره السابق هو المدير التنفيذي للجنة مصايد الأسماك في غرب ووسط المحيط الهادئ.
تم تعيين تيو رئيسًا للوزراء في 26 فبراير 2024، بعد انتخابه دون معارضة من قبل البرلمان.
وهو ابن السير فياتو بينيتالا تيو الذي تم تعيينه كأول حاكم عام لتوفالو (1978–1986) بعد الاستقلال عن المملكة المتحدة.
شغل عددًا من المناصب التنفيذية العليا في المنظمات المتعددة الجنسيات في منطقة أوقيانوسيا. في عام 2008، شغل منصب الأمين العام بالإنابة لمنتدى جزر المحيط الهادئ. كما شغل تيو منصب المدير العام لوكالة مصايد الأسماك التابعة للمنتدى (2000–2006). في ديسمبر 2014، في الدورة العادية الحادية عشرة للجنة مصايد الأسماك في غرب ووسط المحيط الهادئ في أبيا، ساموا، تم تعيينه مديرًا تنفيذيًا للجنة مصايد الأسماك في غرب ووسط المحيط الهادئ، واستمر في هذا المنصب حتى ديسمبر 2022.

## التعليم
حصل فيليتي تيو على درجة البكالوريوس في القانون من جامعة كانتربري في كرايستشيرش بنيوزيلندا، ودرجة الماجستير في القانون العام من الجامعة الوطنية الأسترالية في كانبرا بأستراليا. في عام 1986، أصبح أول مواطن من توفالو يتأهل كمحامٍ بعد قبوله كمحامٍ ومستشار قانوني في المحكمة العليا بنيوزيلندا.

## السيرة
كان تيو أول توفالوي يشغل منصب النائب العام لتوفالو ورئيس الخدمات القانونية والقضائية في توفالو من عام 1991 إلى عام 2000. وكان أسلافه هم المغتربون جون ويلسون ونيل ديفيدسون وبايث أتكينسون وديفيد بالانتين على التوالي (1978–1991). خلال فترة تيو، شغل كاميرون ديك منصب النائب العام بالإنابة لتوفالو من عام 1995 إلى عام 1996 بينما أجرى تيو دراسات عليا في الجامعة الوطنية الأسترالية في كانبيرا. خلف ياكوبا إيتاليلي تيو في منصب النائب العام لتوفالو في عام 2002.
من عام 2000 إلى عام 2006، كان مديرًا عامًا لوكالة مصايد الأسماك التابعة لمنتدى جزر المحيط الهادئ (FFA)، ومقرها في هونيارا، جزر سليمان. من عام 2007 إلى عام 2013، شغل منصب نائب الأمين العام لأمانة منتدى جزر المحيط الهادئ (PIFS)، ومقرها في فيجي. بعد مرض ووفاة الجنرال الأسترالي جريج أوروين [الإنجليزية] في عام 2008، شغل منصب الأمين العام بالإنابة لمنتدى جزر المحيط الهادئ حتى تم تعيين تويلوما نيروني سليد [الإنجليزية] في وقت لاحق من ذلك العام.
في عام 2014، عُيِّن تيو أمينًا عامًا مؤقتًا للمنظمة الإقليمية التي تم إنشاؤها حديثًا، منتدى تنمية جزر المحيط الهادئ (PIDF)، وظل يشغل هذا المنصب حتى تعيينه في لجنة تمويل جزر المحيط الهادئ الغربية والوسطى. وتم تعيين تيو لرئاسة أمانة لجنة تمويل جزر المحيط الهادئ الغربية والوسطى بصفته المدير التنفيذي في ديسمبر 2014.
تم تعيين تيو ضابطًا في وسام الإمبراطورية البريطانية (OBE) في تكريم عيد الميلاد لعام 2013 لخدماته للحكومة.

## وزارة تيو
بعد تعيينه رئيسًا للوزراء، في 27 فبراير 2024، عيّن تيو أعضاء مجلس الوزراء. في مارس 2024، وصف تيو أن الأولوية القصوى لحكومته هي تغير المناخ. وصف تيو تحديات التنمية التي تواجهها توفالو بأنها تشمل الحاجة إلى تحسين الخدمات الطبية والتعليمية في الجزر الخارجية لتوفالو.
في بيان نشره سيمون كوفي في 28 فبراير 2024، قدمت حكومة تيو دعمها لـ "المبادئ والأهداف العامة" لاتحاد فاليبيلي، مع ملاحظة "غياب الشفافية والمشاورات في التواصل الاجتماعي وإعلام الجمهور في توفالو بمثل هذه المبادرة المهمة والمبتكرة"؛ وأشارت إلى أن توفالو ستسعى إلى إجراء تغييرات لجعلها "قابلة للتنفيذ". كما تناول البيان علاقات توفالو مع تايوان: "ترغب الحكومة الجديدة في إعادة تأكيد التزامها بالعلاقة الخاصة طويلة الأمد والدائمة بين توفالو وجمهورية الصين، تايوان".
في أول مقابلة له كرئيس للوزراء، قال تيو "إن علاقاتنا مع تايوان تستند إلى مبادئ ديمقراطية بحتة وكانوا مخلصين للغاية لنا". وقال تيو إن الجزء من معاهدة اتحاد فاليبيلي بين أستراليا وتوفالو، الذي أراد مراجعته هو البند الذي ينص على أن كلا البلدين يجب أن "يتفقا بشكل متبادل" على أي ترتيبات أمنية قد ترغب توفالو في إجرائها مع دول أخرى. وفي مقابلة لاحقة، قال تيو «إذا كانت هناك طريقة تتوقف دون مراجعة المعاهدة التي تضمن سلامة سيادة توفالو، فسنستكشف بالتأكيد هذه الخيارات». وفي وقت لاحق، قال تيو إنه يريد ترتيبات لضمان سيادة توفالو «تتوقف دون مراجعة المعاهدة». 
في 26 مارس 2024، قدم بات كونروي، وزير المحيط الهادئ الأسترالي، معاهدة اتحاد فاليبيلي في البرلمان الأسترالي بهدف الحصول على التصديق على المعاهدة. وذكر كونروي أن "الحكومة الجديدة في توفالو أكدت رغبتها في المضي قدمًا في اتحاد فاليبيلي". كان اتحاد فاليبيلي قضية في الانتخابات العامة التوفالية لعام 2024 فيما يتعلق بتأثيره على سيادة توفالو. وأكد كونروي أن أستراليا ستعمل مع توفالو لضمان احترام سيادتها. كما ذكر كونروي أن "أستراليا ملتزمة بمساعدة توفالو في الاستجابة لكارثة طبيعية كبرى أو جائحة صحية أو عدوان عسكري. وهذا يعتمد على طلب توفالو لمثل هذه المساعدة".